# Glińscy herbu własnego

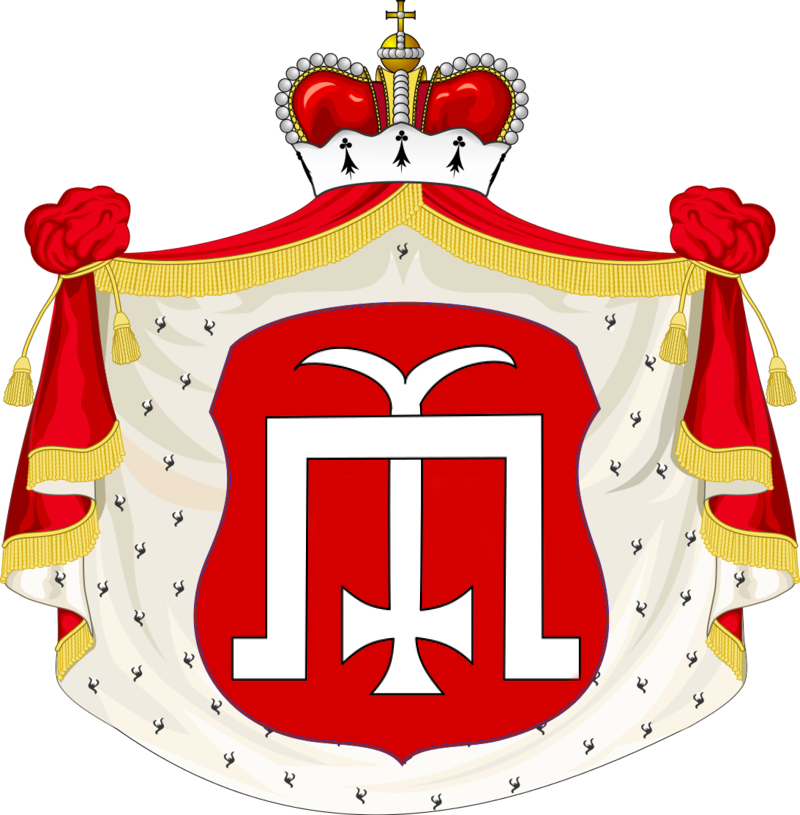
herb własny kniaziów Glińskich

Glińscy herbu własnego – tatarsko-ruski ród książęcy wywodzący się od Mamaja (jednego z pretendentów do tronu chańskiego Złotej Ordy w drugiej połowie XIV wieku). 
Po przegranej bitwie nad Donem w dniu 8 września 1380 rodzina Mamaja ucieka pod opiekę wielkiego księcia litewskiego Witolda. Syn Mamaja, Mansur-Kijat otrzymał od księcia Witolda Kiejstutowicza niewielką miejscowość na Zadnieprzu - Glińsk nad rzeką Sułą. Witold chętnie osiedlał Tatarów na wyludnionych terenach kresowych. Z osiedli kresowych utworzył pas obronny przeciwko wielkiemu księstwu moskiewskiemu i Złotej Ordzie. Mansur-Kijat wraz z osadnikami powiększyli Glińsk i zbudowali w nim twierdzę. Synowie Mansura-Kijata: Iwan i Leksa przyjęli w Kijowie chrzest w obrządku ruskim i stali się odtąd kniaziami Glińskimi. Leksa zmienił swoje imię na Aleksander. Glińscy złożyli hołd Witoldowi i otrzymali od niego olbrzymie włości na Rusi Perejasławskiej (m.in. Romny nad Sułą i Połtawę nad Worsklą). 
Książęta Glińscy byli znaczącym rodem w Wielkim Księstwie Litewskim, sprawując ważne funkcje wojskowe i urzędy. Syn Aleksandra Glińskiego - Lew stanął po stronie Kazimierza Jagiellończyka w jego walce z kijowskim księciem Olelkowiczem Słuckim. Wnuk Aleksandra - Bohdan Gliński broni Putywla przed wojskami moskiewskimi w 1500 a następnie trafił do niewoli po zajęciu przez nich tego miasta. Najbardziej sławnym z Glińskich był syn Lwa - kniaź Michał Lwowicz Gliński (żyjący w latach 1470–1534). Prawdziwy człowiek renesansu, podróżował w czasach swojej młodości po Europie, służył jako żołnierz cesarzowi Maksymilianowi I Habsburgowi, a następnie księciu Saksonii-Albrechtowi. Za namową tego drugiego Michał przyjmuje we Włoszech katolicyzm. W 1490 wraca do ojczyzny, gdzie szybko osiąga wysoką pozycję na dworze wielkiego księcia litewskiego Aleksandra Jagiellończyka. Jako marszałek wojsk litewskich Michał odpiera zwycięsko ataki Tatarów na tereny kresowe. Największym ze zwycięstw Michała Glińskiego była bitwa pod Kleckiem w 1506 roku, gdzie Tatarzy zostali przez Glińskiego doszczętnie rozbici. Odwaga i zasługi Michała nie zostały wystarczająco docenione na dworze królewskim. Ani za panowania Aleksandra Jagiellończyka (1501–1506), ani po jego śmierci nie przyznano mu upragnionej buławy wielkiego hetmana litewskiego. Wręcz przeciwnie – król Zygmunt I Stary dawał posłuch słowom wojewody trockiego Jana Zabrzezińskiego, który traktował Glińskiego jako rywala. Wkrótce król odsuwa Glińskiego od wszelkich urzędów. W odpowiedzi Michał ze swoimi braćmi wszczyna bunt na kresach przeciwko Zygmuntowi Staremu. Niedługo zostaje zabity przez Glińskich wojewoda Janusz Zabrzeziński. Wybucha III wojna litewsko-rosyjska. Dalsze wydarzenia następują lawinowo. Król konfiskuje wszystkie dobra kniaziów Glińskich na kresach. W 1508 Michał i jego bracia Iwan i Wasyl, ze swoimi wojskami przechodzą na służbę wielkiego księcia moskiewskiego Wasyla III, który nagradza ich tytułem bojara, a Michałowi nadaje Borowsk i Jarosławiec i czyni go dowódcą wielkiego pułku. Michał jako zdolny dowódca oddaje wielkie usługi Moskwie (broni jej południowej granicy przed zagonami czambułów tatarskich, pomaga werbować żołnierzy i fachowców na Śląsku i w Czechach, a także pomaga w zdobyciu Smoleńska i Bobrujska). Jednak w 1514 r., gdy wojska moskiewskie ponoszą klęskę pod Orszą, Wasyl III oskarża Michała Lwowicza Glińskiego o zdradę i knowania z królem Polski Zygmuntem Starym. Michał zostaje wtrącony do lochu, gdzie przebywa 13 lat. W tym czasie przechodzi ponownie na prawosławie. W 1526 roku Wasyl III żeni się z bratanicą Michała – Heleną Wasiliewną Glińską. Po roku w wyniku nalegań małżonki, wielki książę moskiewski wypuszcza Michała na wolność. W 1530 r. widzimy Michała Glińskiego jako dowódcę konnicy moskiewskiej podczas wyprawy na Chanat Kazański. W 1533 r. Michał Gliński był jednym z niewielu bojarów obecnych w Wołoku Łamskim przy łożu śmiertelnie chorego Wasyla III. Po śmierci gosudara Gliński wchodzi w skład Dumy bojarskiej w czasie dzieciństwa Iwana IV Groźnego. Michał, pokłóciwszy się z regentką Heleną Glińską (bratanicą swoją), zostaje na jej rozkaz wtrącony do ciemnicy, gdzie też wkrótce (1534) umiera. 
Wielka księżna moskiewska Helena Glińska podczas swojej regencji (1533–1538) zawiera układ pokojowy ze Zygmuntem Starym, a także wtrąca do więzienia swoich szwagrów - Jerzego księcia Dmitrowskiego i Andrzeja księcia Starickiego, wkrótce zresztą obaj odchodzą z tego świata (1536). Również jej zachodnie obyczaje, a także faworyzowanie przez nią księcia Iwana Oboleńskiego, wywołuje opór Rosjan. W 1538 r. Helena zostaje otruta, a ster rządów w państwie moskiewskim trafia na kilka lat w ręce innej rodziny - Szujskich.
Bratankami Michała Lwowicza a braćmi zmarłej Heleny byli kniaziowie Jerzy i Michał Wasilewicze Glińscy. W 1543 r. udało się im powrócić na szczyty władzy moskiewskiej poprzez kolejną pałacową rewolucję. Tym razem to Szujscy zostali częściowo wybici, a reszta rodziny powędrowała na zesłanie. W latach 1543–1547 podczas małoletności Iwana IV Groźnego jako jego wujowie, Jerzy i Michał Wasilewicze Glińscy grali główną rolę na Kremlu. Jednak swoją arogancją i pazernością szybko ściągnęli na siebie nienawiść moskiewskiego ludu i bojarstwa. Na wiosnę 1547 kilkakrotnie w Moskwie wybuchały pożary, które dotkliwie zniszczyły znaczną część miasta. Wrogowie Glińskich rozpuścili informację, że to babka carska Anna Glińska wraz ze swoimi wszechwładnymi synami Jerzym i Michałem podpaliła Moskwę. Michał Wasilewicz przebywał wtedy z matką w swoich dobrach w mieście Rżew. Natomiast Jerzy Gliński znajdował się w tym czasie w Moskwie. Jerzy, dowiedziawszy się o niezadowoleniu społecznym, schronił się w Soborze Uspieńskim, licząc na azyl w tym świętym miejscu. Jednak wzburzeni ludzie wtargnęli za nim do świątyni i tam go zabili. Majątek Glińskich znajdujący się w stolicy padł łupem rozgoryczonych moskwian.
W 1548 r. Michał Wasilewicz usiłował uciec na Litwę, ale został schwytany przez sługi Iwana IV Groźnego, który obszedł się z wujem dość łagodnie. W 1552 r. książę Michał Wasilewicz Gliński brał udział w karnej ekspedycji wojsk moskiewskich przeciwko buntującym się Czeremisom. W 1557 r. Michał był już carskim namiestnikiem w Nowogrodzie Wielkim, gdzie wsławił się łupieżczymi wyprawami na Kurlandię i na Psków. Jego samowładny siostrzeniec (Iwan IV) skarżył się w listach, że Michał Wasilewicz zdobyte przez siebie dobra zachowywał w całości dla siebie, nie odsyłając ich do carskiego skarbca w Moskwie.
W późniejszych latach i za Romanowów, Glińscy nie odgrywali już tak znaczącej roli w państwie rosyjskim.